# 塑料瓶

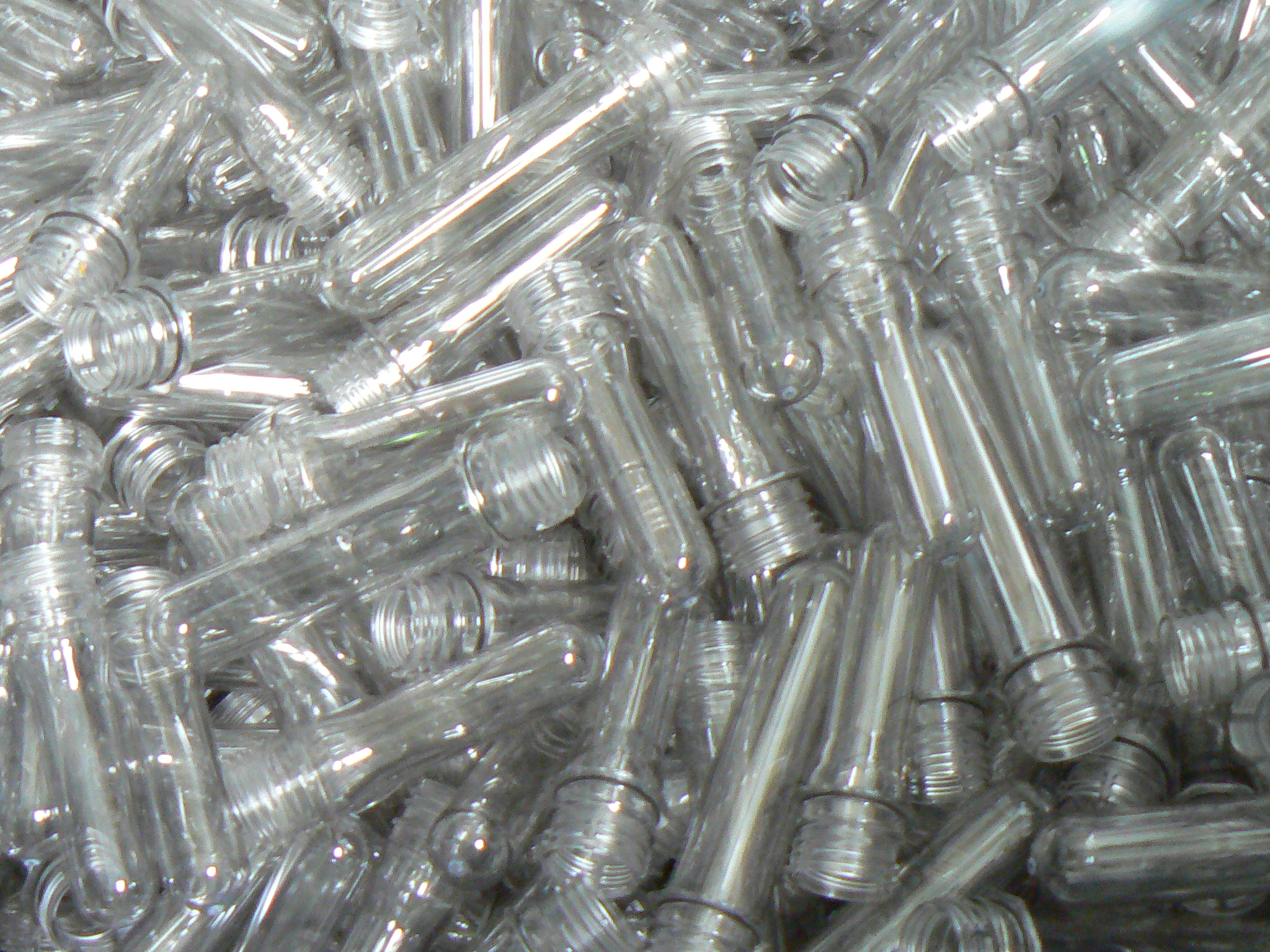
加工前的塑料瓶

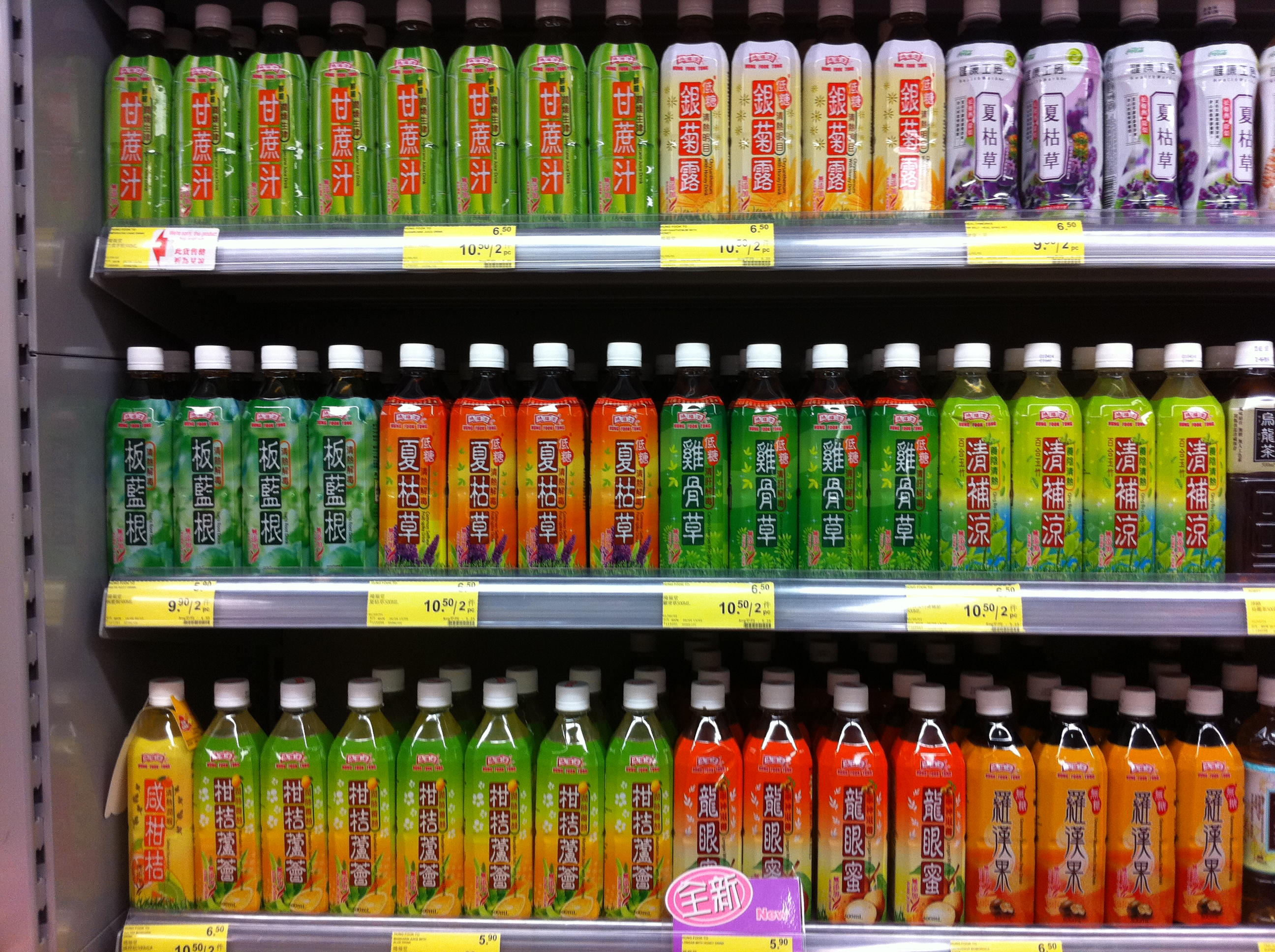
加工後的塑料瓶

塑料瓶是用塑料製成的瓶子，在粵港澳地區稱為膠樽，主要用來儲存水、飲料、油等液體，也可以用於存放藥物等。塑料瓶有不同的大小，並可由不同材料製成，其中以PET塑料製成的塑料瓶最爲常用，稱爲寶特瓶。
塑料瓶自1947年開始首次進行工業生產，但直到1960年代早期高密度聚乙烯引入之前價格都比較昂貴。之後它迅速成了為最受歡迎且模生產最大的容器之一。

## 分類
塑料瓶按製成材料的不同，可以分為：

1號塑料瓶的標誌

- 01（PET或PETE，即聚对苯二甲酸乙二醇酯）：即寶特瓶，屬於“喝完就丢”的瓶子，用於水和飲料包裝。不可以用來盛放熱水，否則就會變形并溶出危害人體健康的物质。使用10個月後可產生致癌物。

- 02（HDPE，即高密度聚乙烯（英语：High-density polyethylene））：不建议作盛水用具，主要用來裝牛奶、洗髮液和清潔劑等清洁、沐浴用品。耐110℃的高温，但有的也會标明可用于食物。在細心清洁後可以重复使用，但清洗並不容易且會逐漸被細菌污染。

- 03（PVC，即聚氯乙烯）：不可用於盛放飲料和食物，只能耐81℃高溫。

- 04（LDPE，即低密度聚乙烯）：見於塑料擠瓶底部，只耐110℃高溫。

- 05（PP，即聚丙烯）：一些酸奶瓶、番茄醬瓶、糖漿瓶和藥瓶會使用05標籤，不透明。仔細清潔後可重复使用，耐130℃的高温。

- 06（PS，即聚苯乙烯）：一些一次性杯子使用“06”標籤，不可盛放強酸強堿性飲料或其他物質，如橙汁等。

- 07（其他類）：部分種類含有荷爾蒙干擾物如雙酚等，但仍會被用來製作3或5加侖的水瓶。此分類同時包括未被歸類的塑膠製品，可分解塑膠即屬此類。

## 環保與健康

### 環保工作
香港政府的三色回收箱現時僅接收樽型塑膠，即是只會接受1號PET（聚對苯二甲酸乙二醇酯）、2號HDPE（高密度聚乙烯）的樽型塑膠。至於3號至7號塑膠，只可以把它們交到民間組織的「不是垃圾站」，或是環保署轄下的「綠在區區」回收點。

## 外部連結
- Custom Plastic Bottle Manufacturers （页面存档备份，存于）
- Plastic Bottle Materials and their Properties （页面存档备份，存于）
- A guide to UPC label use on plastic bottles including printing
- PET Plastic Recycling （页面存档备份，存于）
- Plastic Bottle Safety Frequently Asked Questions （页面存档备份，存于）
- 飲料瓶底數字是什麼？看懂塑膠製品1～7編碼 （页面存档备份，存于）